# تالمست (سيدي عبد جليل)
تالمست هي إحدى مشيخات المملكة المغربية، تتبع جغرافيا لإقليم الصويرة وإداريًا لسيدي عبد جليل. يقدر عدد سكانها بـ 3376 نسمة حسب الإحصاء الرسمي للسكان والسكنى لسنة 2004.